# Hochzeit auf Reisen
Hochzeit auf Reisen ist ein deutsches Liebesfilmlustspiel aus dem Jahre 1953 von Paul Verhoeven mit Gardy Granass und Karlheinz Böhm als junges Ehepaar mit Hindernissen. Die Geschichte basiert auf dem Roman „Die Hochzeitsreise“ von Heinrich Spoerl.

## Handlung
Eigentlich begann alles so gut zwischen dem jungen Assistenzarzt Dr. Walter Delius und seiner zauberhaften jungen Braut Inge. Die Liebe ist groß und der Wunsch, gemeinsam alt zu werden, noch größer. Doch bereits am Tag der Trauung türmen sich zwischen den beiden düstere Wolken am Ehehimmel auf, denn der große Hund Inges, ein Cockerspaniel mit dunklem Fell, hat es hartnäckig auf Walter abgesehen. Der Vierbeiner duldet nämlich kein weiteres männliches Wesen an der Seite seines Frauchens und macht daher von Anbeginn dessen Leben zur Hölle. Darüber kommt es zu einem derartigen Zerwürfnis zwischen den beiden Jungvermählten, dass das junge Glück zielstrebig in Richtung Scheidung strebt. 
Unabhängig voneinander konsultieren die beiden jungen Leute nicht nur einen Anwalt, sondern buchen, um den ganzen Ärger zu vergessen, auch noch jeder für sich eine Busreise in den sonnigen Süden. Zu allem Unglück wählen beide exakt dieselbe Reise, die sie über Bayern und die Schweiz bis nach Spanien führen soll. Natürlich ist auch der kläffende Köter mit an Bord. Dennoch nähern sich Inge und Walter auf dem Trip wieder einander an, und sogar der Cockerspaniel beginnt den neuen Mann an Frauchens Seite allmählich zu akzeptieren. Schließlich sinken sich beide wieder in die Arme und wollen es noch einmal als Herr und Frau Delius miteinander versuchen. 

## Produktionsnotizen
Hochzeit auf Reisen entstand im Herbst 1953 in Hamburg-Wandsbek (Studioaufnahmen) sowie mit Außenaufnahmen in München, Raubling, Ruhpolding (Bayern), Lausanne, Luzern, am Vierwaldstättersee (Schweiz), San Agaro, Elche, Granada und Madrid (Spanien). Die Uraufführung erfolgte am 31. Dezember 1953 in Köln, die Berliner Premiere war am 12. Februar 1954.
Hans Tost übernahmen die Produktionsleitung. Mathias Matthies schuf die Filmbauten, Irms Pauli die Kostüme. Werner Pohl sorgte für den guten Ton. Heinz Pehlke war einfacher Kameramann unter der Leitung des Spanien-Heimkehrers Willy Goldberger, dessen erster Film dies nach zwanzig Jahren Exil war.
Dieselbe Geschichte wurde bereits 1938 von Hans Deppe unter dem Titel Scheidungsreise verfilmt.

## Kritik
Im Lexikon des Internationalen Films heißt es: „Anspruchslose Verfilmung des weitaus witzigeren und vergnüglicheren Romans von Heinrich Spoerl.“